# Hermann von Barth
Hermann von Barth, né le 5 juin 1845 au château d'Eurasburg (Haute-Bavière) et mort le 7 décembre 1876 à São Paulo da Assunção de Loanda en Angola, est un alpiniste, géologue et botaniste bavarois, précurseur de l'alpinisme sans guide et explorateur des Alpes calcaires du Nord.

## Biographie

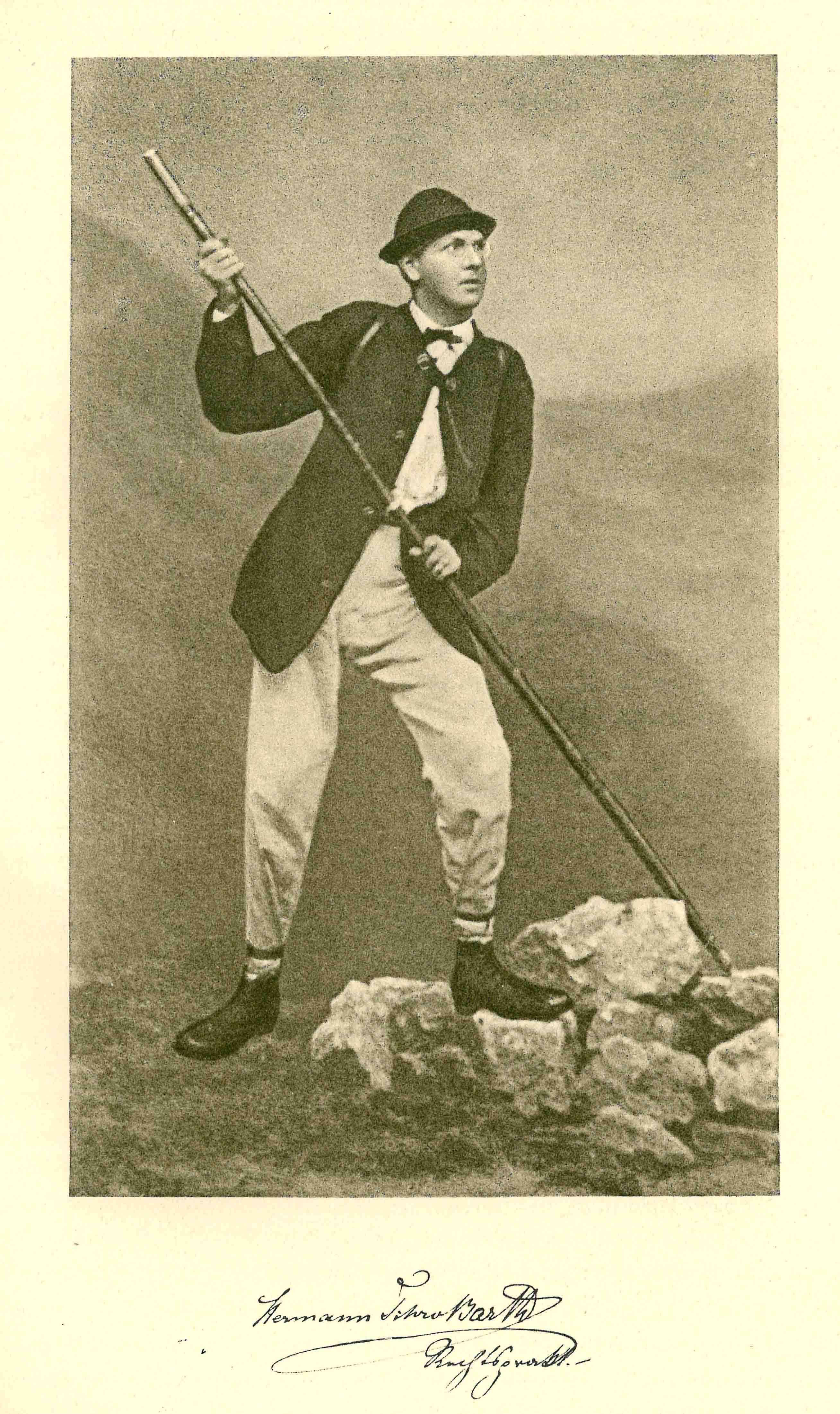
Portrait en montagnard.

Fils du trésorier et propriétaire Anton von Barth zu Harmating (1815-1902) et de son épouse Flora, née von Krauss, il passe sa jeunesse au pied des Karwendel. Il étudie tout d'abord le droit à l'université de Munich. 
Ce n'est qu'en 1868, comme un stagiaire juridique, qu'il commence à grimper dans les Alpes de Berchtesgaden dans lesquelles il est le précurseur de l'alpinisme sportif, en enchaînant les ascensions et en gravissant le plus souvent seul. En 1869, von Barth visite les Alpes d'Allgäu, toujours sans guide. L'année suivante, il se rend dans les Karwendel pour gravir quatre-vingt-huit sommets dont le Grosser Lafatscher et le Kleiner Lafatscher. Toujours la même année, il explore le Wetterstein en réalisant des premières telles que le Dreitorspitze. 
De retour dans les Alpes de Berchtesgaden en 1873, il opte pour les sciences naturelles et fait paraître l'année suivante son livre Aus den Nördlichen Kalkalpen sur les Préalpes orientales septentrionales. C'est dans cette période, que s'est développé son intérêt pour la recherche sur le continent africain. En 1975, il publie un livre sur l'Afrique de l'Est et les expéditions de David Livingstone. Nommé géologue officiel pour le gouvernement portugais, il se rendit en janvier 1876 en Angola, où il rencontra l'explorateur Paul Pogge. Rentré d'un voyage de recherche interrompu vers Duque de Bragança, il y meurt d'une fièvre à l'âge de 31 ans.